# Johnathan
Johnathan, właśc. Johnathan Carlos Pereira (ur. 4 kwietnia 1995 w Goiânia w stanie Goiás) – brazylijski piłkarz, grający na pozycji obrońcy.

## Kariera piłkarska

### Kariera klubowa
Wychowanek klubu Goiás EC, w barwach którego w 2016 rozpoczął karierę piłkarską. W 2017 został wypożyczony do Tupi FC. 13 lutego 2018 zasilił skład ukraińskiej Stali Kamieńskie.